# Schönbauer József
Schönbauer József Antal (Reichenberg, Csehország, 1757 – Pest, 1807. december 27.) orvosdoktor, zoológus és minearológus, egyetemi tanár.

## Élete
Csehországban született 1757-ben. Középiskoláit és a bölcseletet végezve, az orvosi tudományokat tanulta és orvosdoktori oklevelet nyert. 1789-ben nevezték ki a pesti egyetemhez az állattan és ásványtan tanárává és mint ilyen működött haláláig. 1790–1791-ben, 1795-ben és 1800-ban mint helyettes a különös természetrajzt és gyógytant is előadta. 1794–1795-ben és 1802–1803-ban dékán, 1799–1800-ban pedig rektor volt. 1807-ben hunyt el Pesten.

## Művei
- Theses de Abortu. Viennae, 1778.
- Geschichte der schädlichen Kolumbatzer Mücken im Banat als ein Beytrag zur Naturgeschichte von Ungarn. Wien, 1795. (Kivonata a Tudományos Gyűjteményben 1839. I.)
- Conspectus ornithologiae Hungariae sive enumeratio avium, quas in Regno Hungariae observavit et secundum systema Linnaei digessit. Budae, 1795.
- Neue analytische Methode die Mineralien und ihre Bestandtheile richtig zu bestimmen. Ein Leitfaden zur bestimmen. Ein Litfaden zur Selbstübung und zum Selbstunterricht in der Mineralogie, Ofen, 1805. és Wien, 1809. Két rész. (A II. részt fia Schönbauer Vincze dolgozta és adta ki.)
- Determinations- und Werner's Mineralsystem. Leipzig, 1809. Két táblával.